# Яценко, Григорий
Яценко, Григорий (18?—1920) — анархист, участник махновского движения (РПАУ).

## Биография
Родился в Ореховском районе. До революции занимался личным хозяйством. Называл себя анархистом, но в анархистских организациях не состоял.
В 1918 году присоединился к махновцам, командовал ротой (сотней).
В 1920 году отряд Яценко находился в тылу генерала Врангеля. В октябре этого же года штаб армии Махно (Штарм) издал распоряжение отряду Яценко о прекращении военных действий против Красной Армии и о совместном выступлении против Врангеля.

В 1920 году покинул РПАУ и присоединился к Русской армии генерала Врангеля, в которой командовал отрядом повстанцев. 18 июня Яценко издал «Воззвание командира партизанского отряда имени батько Махно Б. Яценко». В воззвании говорилось:
Славные повстанцы Украины!
 Я, командир партизанского отряда имени батько Махно, призываю вас в свои партизанские ряды, чтобы ударить своей силой и атакой в тех кровопийцев-коммунистов, которые расстреливали наших товарищей — партизан. Сметем с нашей земли коммунистический комиссариат самодержавия!
 Деникина нет, есть Русская армия, которой подадим руку и сомкнем стройные ряды, станем любить друг друга и освободим свою истерзанную Русь Святую от комиссарского царства и создадим власть по Воле Народа.
 Да здравствует Русь Святая и русский народ!
В октябре 1920 в Камышевахе Яценко был схвачен махновцами и расстрелян за измену, его отряд влился в группу Чалого.